# Santa Eulália (Seia)
Santa Eulália is een plaats (freguesia) in de Portugese gemeente Seia en telt 322 inwoners (2001).